# 北周文王碑及摩崖造像
北周文王碑及摩崖造像，位于四川省成都市龍泉驛區山泉镇。1961年7月13日公佈為四川省第二批歷史及革命文物保護單位。1980年7月7日重新公佈為四川省第一批文物保護單位。2013年3月5日公佈為第七批全國重點文物保護單位。
北周文王碑为北周碑刻，立于孝闵帝元年（557年）。碑高2.24米，宽1.25米。碑额为5行，共56字，楷书阳刻：“北周文王之碑。大周使持节、车骑大将军、仪同三司、大都督、散骑常侍、军都县开国伯强独乐为文王建立佛、道二尊像，树其碑。元年岁次丁丑造”。碑文共40行1400余字，楷书阴刻，内容大致为追叙北周文王宇文泰功绩。碑帽浮雕为朱雀和4尊小佛像。
同一块巨石上除北周文王碑外，还有摩崖造像十余龛，后代碑刻数处，多为唐及五代作品，少数为宋至清朝作品。